# Sempre nel mio cuore (film 1933)
Sempre nel mio cuore (Ever in My Heart) è un film del 1933, diretto da Archie L. Mayo sotto la supervisione di Robert Presnell Sr. La storia, scritta da Beulah Marie Dix e Bertram Millhauser, è quella dei problemi che deve affrontare una coppia a causa della nazionalità del marito, un tedesco, ai tempi della prima guerra mondiale.
I due protagonisti sono interpretati da Barbara Stanwyck e Otto Kruger.

## Trama
Un professore tedesco sposa un'americana e rinuncia alla propria cittadinanza per quella di lei. In seguito scoppia la guerra mondiale e gli Stati Uniti entrano nel conflitto. Il professore ogni giorno che passa sente sempre più forte il richiamo della patria, abbandona la moglie, e va a combattere con la sua gente. La moglie, ottenuto il divorzio, andrà anch'essa al fronte come crocerossina. Un giorno una spia tedesca si infiltra nelle file americane: è il professore. La moglie, quando lo riconosce, per non denunciarlo decide di avvelenare il vino che tutti e due berranno.

## Produzione
Il film fu prodotto con la supervisiore di Robert Presnell Sr. per la Warner Bros. Pictures (con il nome Warner Bros. Pictures Inc.). Hal B. Wallis fu il produttore esecutivo, anche se, non accreditato, il suo nome non appare nei titoli.

## Distribuzione
Distribuito dalla Warner Bros. Pictures, il film uscì nelle sale cinematografiche USA il 28 ottobre 1933 con il titolo originale Ever in My Heart. Ebbe una distribuzione internazionale e uscì in Europa nel 1934. In Austria venne distribuito attraverso la Warner Bros. First National Films con i titoli Ihre letzte Nacht o Nach der Heimat möcht' ich wieder. In Francia, uscì il 9 marzo, in Finlandia il 23 settembre e in Danimarca, con il titolo Altid i mine tanker, il 1º novembre 1934.